# Неуёмная Джилл
«Неуёмная Джилл» (англ. «Jill The Reckless») — роман П. Г. Вудхауса, впервые опубликованный в США 11 октября 1920 года издательством Джорджа Дорана (англ. «George H. Doran») — первоначально под заголовком «The Little Warrior» («Маленькая воительница»). 4 июля 1921 года роман вышел в Англии (издательство «Herbert Jenkins»). В течение 1920 года роман печатался с продолжением в журналах «Collier’s Weekly» (США), «Maclean’s» (Канада) и «Grand» (Великобритания).
В переводе И. Митрофановой (2003) опубликован издательством «Остожье», Москва.

## Сюжет
В центре повествования — Джилл Маринер, молодая богатая девушка, помолвленная с многообещающим политиком Андерхиллом. По вине авантюриста-дядюшки она лишается всех своих денег и дома, после чего (теряя и жениха — тут не обходится без юмористического стечения обстоятельств и зловредного влияния родственников) и отправляется в Нью-Йорк, где после приключений в театральных сферах находит свою истинную любовь.

## Действующие лица
- Фредди Рук — состоятельный, обаятельный, щедрый, но незадачливый молодой человек, который всегда бросается помогать другим, но часто достигает обратного эффекта (что в конечном итоге оказывается и к лучшему). Друг детства Джилл и Уолли. Первое время боготворит своего приятеля Андерхилла и по его поручению отправляется в Нью-Йорк возвращать Джилл. Здесь он женится на Нелли Брайант и испытывает полное разочарование в своём недавнем кумире.
- Хорэс Паркер — дворецкий Фредди Рука, обладавший качествами, роднящими его с Дживзом.
- Сэр Дерек Андерхилл — тридцатилетний член Парламента, поначалу помолвленный с Джилл. Полон предрассудков и условностей, ограничен, обладает слабым характером и находится под каблуком у мамочки. Вскоре после разрыва помолвки начинает раскаиваться, но оказываясь в Нью-Йорке, проявляет все те же слабости, чем помогает Джилл окончательно избавиться от остатков влюблённости.
- Джилл Маринер — главная героиня романа, девушка с золотистыми волосами, которую любит Уолли Мэйсон, друг детства. Обладает поразительным сочетанием упорства, оптимизма, импульсивности, добродушия и обаяния. Чрезвычайно импульсивна: вступается за попугая на улице, в результате чего оказывается в участке (что и служит причиной расторжения помолвки). Производит на всех без исключения мужчин (даже самых недостойных из них, вроде Исаака Гобла) электризующее впечатление. В театре сначала держится скромно, но потом девушек-хористок, выводит на забастовку, протестуя против увольнения одной из них. Даже своему злосчастному дядюшке с любовью прощает всю его легкомысленность.
- Леди Андерхилл — мать Дерека; величественная и суровая дама, которая неизменно приводит в трепет Фредди. Это её версия событий (связанных с попугаем и арестом) оказывается причиной расторжения помолвки.
- Майор Кристофер Селби — дядюшка Джилл, джентльмент обаятельный и обходительный, но жуликоватый и ненадёжный (многим напоминающий Юкриджеа. Растратив деньги Джилл, отправляется в Америку искать счастья, где рекламирует сомнительный препарат «Нервино», ухаживая за состоятельной миссис Пигрим.
- Ронни Деверю — приятель Фредди, один из тех, кто устраивает обструкцию Андерхиллу.
- Элджи Мартин — приятель Фредии, член «Drones Club».
- Феррис — горничная леди Андерхилл
- Уолли Мэйсон — друг детства Фредди и Джилл, много лет влюблённый в последнюю. В Лондоне оказывается как автор провальной драмы «Tried by Fire» (которую «спасает», поджигая театр и обеспечивая событию таким образом как минимум подходящий заголовок). Зато имеет успех в Америке как автор музыкальных комедий в соавторстве с Джорджем Биваном (персонажем романа «Приключения Салли»). По утрам занимается «шведской» физзарядкой. Не слишком красив, но предельно честен, порядочен, надёжен, а кроме того остроумен.
- Эллен Паркер — жена Хорэса и кухарка Фредди.
- Нелли Брайант — американская хористка, случайно застревающая без денег в Лондоне. Здесь её спасает Фредди Рук, своей 50-фунтовой банкнотой. Это её вылетевший из клетки попугай оказывается причиной первой передряги, в которую попадает Джилл. Влюбляется в Фредди, за которого в конечном итоге и выходит замуж.
- Билл — попугай Нелли.
- Элмер Маринер — ещё один дядюшка Джилл, который живёт в Брукпорте, Лонг-Айленд. Это к нему на ферму Кристофер Селби сплавляет племянницу, не очень-то заботясь о том, какие это может иметь последствия. Джилл отсюда сбегает в Нью-Йорк, где и оказывается участницей сценической постановки мюзикла «Американская роза».
- Джулия Маринер — тётушка Джилл из Лонг-Айленда. Некоторое время обхаживает племянницу, думая что она богата, но узнав правду, начинает её третировать на самых ужасных работах.
- Айк (Исаак) Гобль — глава компании «Goble & Cohn», театральный менеджер, продюсер «Американской розы». «Среднее между блудливым котом и теми тварями, которые копошатся под большими камнями», — так характеризует его Уолли Мэйсон. Исаак немедленно пытается пригласить Джилл на ужин, но встретив отказ, преисполняется к ней величайшей неприязнью.
- Отис Пилкингтон — молодой автор текста «Американской розы» также (как почти все мужчины романа) влюбленный в Джилл. Находится под влиянием тёти, Оливии Пигрим. Это его текст переписывает Уолли, принося пьесе успех.
- Роланд Тревис — молодой автор музыки к мюзиклу
- Миссиc Уоддлсли (Оливия) Пигрим — богатая тётушка Отиса, попадающая под влияние чар дядюшки Криса. В конечном итоге последний уже готов сделать ей предложение (чтобы искупить свою финансовую вину перед Джилл), но та спасает его — своим решение выйти за Уолли.
- Мистер Зальцбург — музыкальный режиссёр пьесы, он же непризнанный композитор.